# Yến Anh
Yến Anh (tiếng Trung: 晏嬰; bính âm: yàn yīng; Wade–Giles: Yen Ying, sinh năm 578 TCN ở Sơn Đông, mất năm 501 TCN ở Truy Bác) tự Bình Trọng là một nhân vật lịch sử sống và làm quan hai triều vua Tề Trang công và Tề Cảnh công thời Xuân Thu trong lịch sử Trung Quốc. Ông có dáng thấp nhỏ nhưng có trí tuệ thông minh và là một vị quan tài ba của nước tề. Ông có tài xử thế và ngoại giao rất tốt. Một số sách đọc lái tên ông thành Án Anh.

## Đi sứ nước Sở
Khi Án Anh đi sứ nước Sở, Sở vương muốn làm mất mặt nước Tề nên đã bày nhiều trò để hạ nhục. Nhưng bằng tài trí của mình, ông đã vượt qua tất cả để giữ vững quốc thể.
Lúc mới đến nước Sở, Vua Sở muốn thử tài Án Anh nên khi Án Anh định vào cung thì vua Sở truyền lệnh không mở cửa lớn chỉ cho người bảo vệ bảo Án Anh chui vào cửa nhỏ (cửa dành cho chó đi) với lý do là sứ giả nước Tề thấp bé, đi vào cửa nhỏ ở bên cũng được. Án Anh đáp: "Nay ta sang nước Sở thì phải đi vào cổng lớn mới đến nước Sở, nếu chui vào cổng chó này chẳng nhẽ ta lại đến nước chó chứ hả?". Sở Vương nghe được bèn mở cổng lớn cho ông vào.
Khi được Sở vương vời tiếp kiến, vua Sở hỏi Án Anh: "Nước Tề hết người rồi sao lại cử sứ giả bé nhỏ thế kia?". Án Anh đáp: "Nước Tề dân đông, xẻ vạt áo có thể che mặt trời, phun nước bọt có thể gây lụt, thiếu gì người tài, thân hình cao lớn. Nhưng lệ nước: Đi sứ sang nước nào thì cử người có thân hình, trí dũng tương ứng với nước đó". Vua Sở chịu phục
Đến giữa chừng, Sở vương đang tiếp Án Anh thì có mấy tên lính dắt một tù binh đi ngang qua, Sở vương liền kêu lại hỏi người kia là người nước nào, bị tội gì, thì một tên lính cho biết người này nguyên là người nước Tề, bị bắt vì phạm tội ăn trộm ngựa. Sở vương cho lui rồi quay sang hỏi Án Anh: Người nước Tề hay trộm cắp vậy sao?
Án Anh đáp: "Cây quýt trồng ở phương bắc thường cho quả ngọt, trái sai, nhưng khi đem trồng ở phương Nam thì quả đã chua, lại còn ít nữa. Tại sao thế? Đó là do phong thổ vậy. Người nước Tề giữ đạo luân thường, xưa nay vốn không trộm cắp, nhưng khi sang làm dân nước Sở lại sanh tật xấu. Tại sao thế? Âu cũng là do phong thổ vậy".
Vua Sở bèn ban cho Yến Anh một quả kim quýt. Yến Anh ăn cả vỏ.
Vua Sở cười lớn nói: " Người nước Tề không biết ăn kim quýt hay sao mà lại ăn cả vỏ vậy ?".
Cả triều thần cười ầm lên.
Yến Anh điềm tĩnh tâu: " Theo tục lệ của nước tôi thì chúa công ban cho bầy tôi ăn quả mà chưa có lệnh bóc vỏ mà bầy tôi bóc vỏ quăng đi là vô lễ. Nay đại vương ban thưởng cho tôi cũng giống như đại vương tôi ban thưởng cho tôi vậy, chưa có lệnh mà tôi bóc vỏ quăng đi là vô lễ ".
Vua Sở phục vô cùng, truyền lệnh mở tiệc chiêu đãi ân cần rồi tiễn về nước.

## Vụ án chia đào
Án Anh nổi tiếng nhờ vụ án chia đào, theo đó trong một dịp vua Tề mở tiệc chiểu đãi Lỗ Chiêu Công cùng quan đại phu Thúc Tôn Nhược, Án Anh đã dùng một quả đào kết hợp với thủ thuật phân chia, nói khích đã khiến cho Tam Kiệt của nước Tề là Điền Khai Cương, Công Tôn Tiệp, Cổ Giả Tử thi nhau tự sát, qua đó đã trừ khử được cái gai trong mắt của Án Anh từ đó để lại điển tích "Nhị đào sát tam kiệt" (二桃殺三士, èr taó shā sān shì)
Tam Kiệt (ba dũng sĩ nổi tiếng đó là Công Tôn Tiệp, Cổ Giả Tử, Điền Khai Cương) vốn có sức mạnh lại có công lớn, thường hay ỷ mình nên kiêu ngạo với bá quan. Họ liên kết với nhau, lại còn liên kết một số cường thần trong triều có ý không tốt. Từ lâu Án Anh muốn trừ khử mà chưa có dịp. Nhân dịp đang chiêu đãi, này Án Anh tâu: Nay vườn đào đã có quả chín, xin chúa công cho trẩy để chúc thọ hai vua. Nhà vua sai người đi hái, Án Anh theo. Một lúc Án Anh đem đào vào, và cho biết giống đào quý này có tên là "Vạn thọ Kim Đào", còn gọi là Bàn Đào, trồng đã ba mươi năm, từng ra hoa mà chưa từng kết trái. May sao năm nay được lứa đầu tiên. Toàn cây đào có chín quả, chỉ có sáu quả chín.
Án Anh dâng rượu và mời Lỗ Chiêu Công một quả đào. Tiếp đó Án Anh dâng rượu và mời Tề Cảnh Công một quả. Cảnh Công lại ban cho Thúc Tôn Nhược và Án Anh mỗi người một quả (còn dư lại hai quả). Ai nấy ăn vào thấy mùi vị ngon ngọt sảng khoái. Án Anh quay xuống các quan, nói: Theo lệnh chúa công truyền cho các quan, quan nào thấy mình có nhiều công trạng được phép tâu lên để lãnh đào.
- Dũng sĩ Công Tôn Tiệp đứng ra nói: Ngày xưa chúa công đi săn bị con cọp gấm chụp, tôi ra sức giết nó, cứu được chúa công, công ấy như thế nào?. Án Anh nói: Cái công bảo giá ấy cao ngất trời, còn gì hơn, đáng được ăn đào lắm. Nói rồi cho Công Tôn Tiệp một quả.

- Cổ Giả Tử đứng ra nói: Ngày xưa chúa công qua sông Hoàng Hà bị con giải yêu quái làm nổi sóng, sắp đắm thuyền hại chúa công, tôi nhảy xuống nước giết giải. Công ấy thế nào?. Tề Cảnh Công nói: Đó mới là cái công to lớn nhất đời. Đáng được uống rượu và ăn đào. Án Anh cho Cổ Giả Tử uống rượu và ăn đào.

- Điền Khai Cương giờ bước ra nói: Tôi phụng mệnh chúa công đi đánh nước Từ, bắt được tướng sĩ nước Từ. Các vua Từ, Đàm, Cử cả sợ mới tôn chúa công tôi làm minh chủ. Cái công ấy có xứng đáng để được ăn đào không? Án Anh nói: Công của tráng sĩ lớn gấp mười so với hai người trước, nhưng giờ đào đã hết, tạm uống chén rượu, chờ năm khác vậy.

Điền Khai Cương nói: Giết hổ, chém giải chỉ là cái công vặt, còn ta xông pha mũi tên hòn đạn, biết bao khó nhọc, thế mà không được ăn đào, chịu nhục trước mặt hai vua, để tiếng cười về sau, còn mặt mũi nào sống nữa. Nói rồi rút gươm tự vẫn. Công Tôn Tiệp giật mình nói lớn: Công ta nhỏ mọn mà được ăn đào, không nhường cho bạn sao gọi là liêm, không chết theo bạn sao gọi là dũng? Công Tôn Tiệp cũng đâm cổ chết theo. Cổ Giả Tử la lên: Ba ta đã kết nghĩa với nhau. Nay hai bạn đã chết rồi, ta sống làm gì. Nói rồi cũng tự sát.